# Meister der von Carbenschen Gedächtnisstiftung

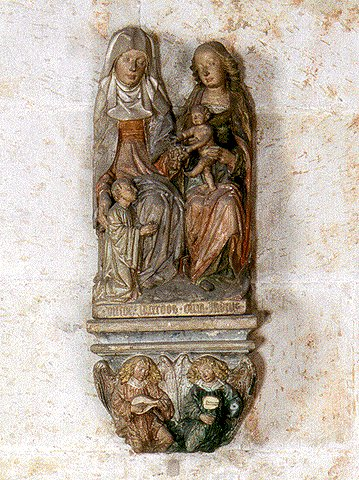
Meister der von Carbenschen Gedächtnisstiftung: Anna Selbdritt mit Stifter, um 1500, Dom zu Köln

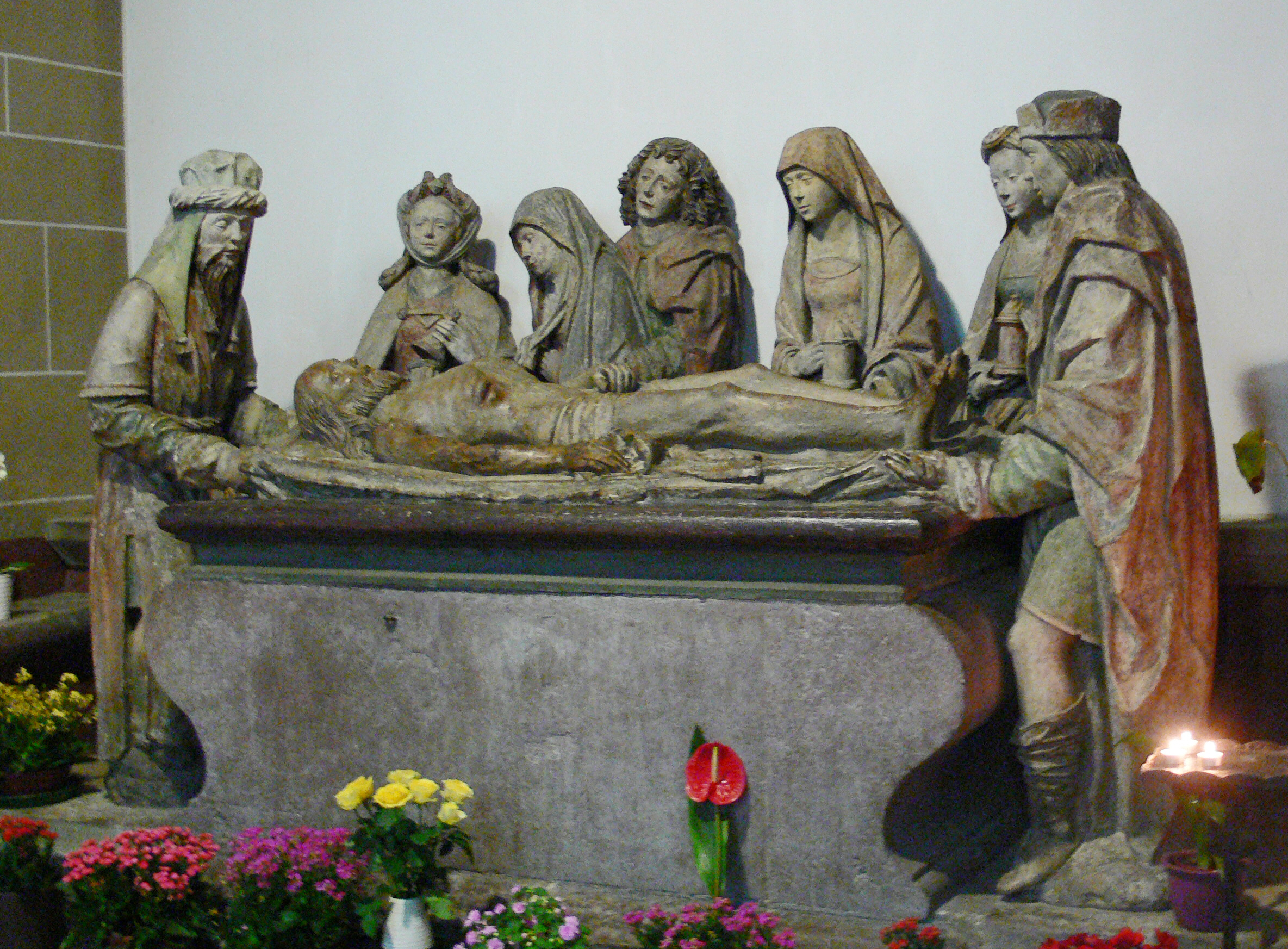
Meister der von Carbenschen Gedächtnisstiftung: Grablegung Christi, Münster zu Essen

Als Meister der von Carbenschen Gedächtnisstiftung oder Victor-von-Carben-Meister wird der spätmittelalterliche Bildhauer bezeichnet, der die von Victor von Carben um 1500 gestifteten insgesamt sieben Sandsteinreliefs im Kölner Dom geschaffen hat. Der namentlich nicht bekannte Künstler arbeitete im ersten Viertel des 16. Jahrhunderts und hatte seine Werkstatt im Kölner Raum oder in Köln selbst.

## Werke
- Die Figuren der Carbenschen Gedächtnisstiftung. Es handelt sich um eine Anna selbdritt, die Heiligen Barbara, Joachim, Joseph und Katharina sowie eine Verkündigungsgruppe, die sich an Pfeilern bei der Marienkapelle im Kölner Dom befinden.
- Dem Meister wird weiter die Sandstein-Figurengruppe der Grablegung Christi im südlichen Seitenschiff  des Essener Münsters zugeschrieben.
- Im Essener Domschatz findet sich ein Relief aus der Hand des Meisters, das die Anbetung der Heiligen drei Könige darstellt[1]
- Möglicherweise stammt auch eine Madonna mit Kind aus Holz vom Meister, die über den Kunsthandel im 19. Jahrhundert in das Kloster St. Josef der Schwestern vom armen Kinde Jesus in Simpelveld gelangte.

## Identifizierung
Möglicherweise ist der Meister der von Carbenschen Gedächtnisstiftung mit dem zwischen 1506 und 1533 in Köln nachweisbaren Bildhauer Wilhelm von Arborch identisch. Auch ein anderer Kölner Bildhauer dieser Zeit, Johann Spee, wird gelegentlich als Identität vorgeschlagen.